# Épagneul russe
L'épagneul russe est une race de chien appartenant à la catégorie des épagneuls dont le standard apparaît pour la première fois en 1951 en Union soviétique après la Seconde Guerre mondiale. Il est issu de croisements entre le cocker anglais, l'English Springer Spaniels et d'autres races d'épagneuls. Il ressemble fortement au cocker anglais, bien que celui-ci soit légèrement plus petit, et que l'épagneul russe ait un corps plus long et plus étroit. Utilisée comme chien de chasse, cette race ne souffre d'aucun problème de santé majeur parmi ceux qui touchent régulièrement les épagneuls. Il est populaire en Russie, et est exporté en dehors de ce pays seulement depuis les années 1990, et n'est pas encore reconnu par les principaux clubs canins mondiaux.

## Histoire

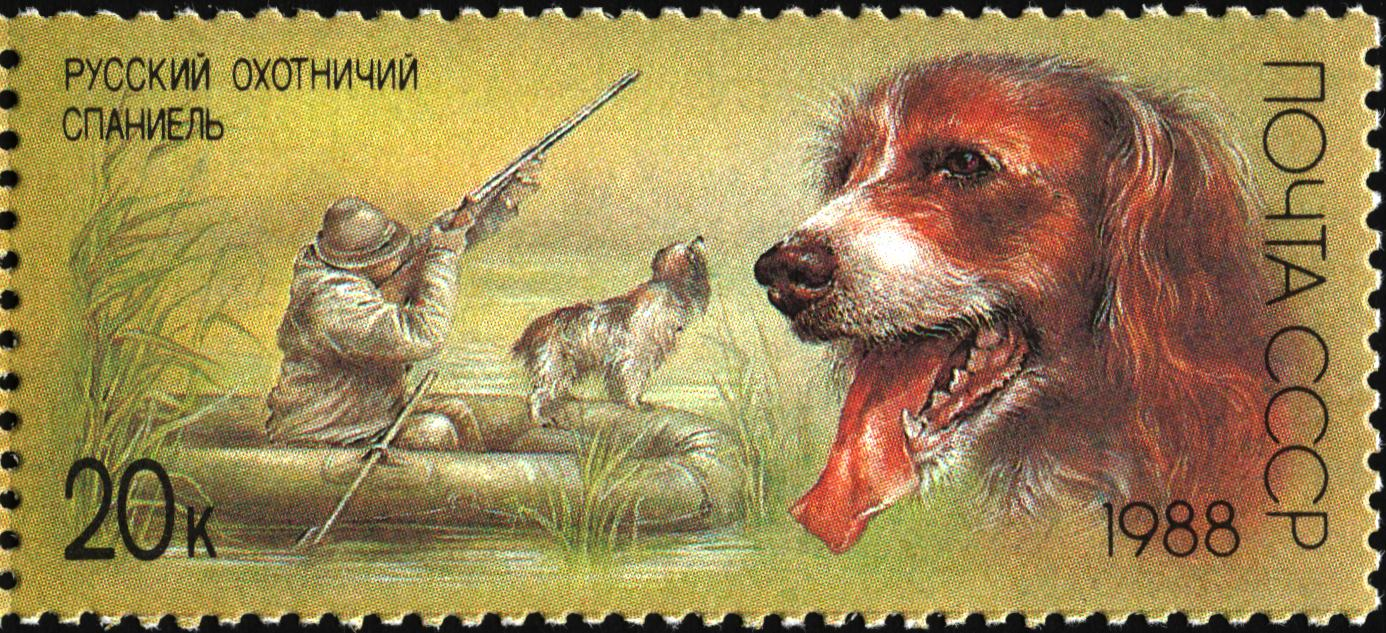
Timbre de l'URSS de 1988 représentant un épagneul russe.

L'épagneul russe est la race de chiens de chasse russes la plus récente. Il descend surtout du cocker anglais et de l'English Springer Spaniel. Le terme d'épagneul russe est utilisé pour désigner une race pour la première fois en 1891 en Nouvelle-Zélande.
Le premier épagneul connu en Russie est un cocker noir qui appartenait au grand-duc Nicolas Nikolaïevitch, grand amateur de chasse, à la fin du XIXe siècle. Par la suite, des épagneuls de différentes races sont importés à Saint-Pétersbourg et Moscou. Certains sont utilisés pour la chasse, mais il faut bien reconnaître que les plus petits d'entre eux sont mal adaptés au terrain et aux conditions climatiques russes. C'est pourquoi dès le début du XXe siècle on commence à sélectionner des épagneuls sur la longueur des pattes, et à importer notamment des springer spaniels pour finir par obtenir une population d'épagneuls russes très hétérogène.
À la fin des années 1930, on trouve ainsi une grande variété d'épagneuls à Moscou, Léningrad et Sverdlovsk qui ne répondent à aucun standard habituel. Un élevage plus constructif est mis en place après la Seconde Guerre mondiale, afin d'homogénéiser la race, et débouche sur le premier standard de l'épagneul russe en 1951. Des standards revus ont été par la suite en 1966 et 2000.
La popularité de la race n'augmente que plus récemment, après le début des années 1990. Les expositions canines de Moscou rassemblent dès lors entre 120 et 131 épagneuls russes chaque année, ce qui en fait une des races les plus populaires du pays avec le setter irlandais. En 2002, le Russian Spaniel Club est ouvert aux États-Unis pour continuer à mieux faire connaître la race en dehors de la Russie, et permettre aux possesseurs de ce type de chien de le faire enregistrer.

## Description
L'épagneul russe est un petit chien robuste avec une robe soyeuse, avec quelques grandes mèches au niveau des oreilles et des pattes,. Sa coloration est très variable, pouvant afficher une robe pie, tachetée ou unie, et des couleurs blanche, noire ou brune, toutes les combinaisons étant possibles ou presque. La tête et les oreilles sont généralement sombres.
L'épagneul russe ressemble au cocker anglais, avec un corps similaire à la lignée de chiens de chasse de cette race, avec les oreilles des lignées présentées en exhibition. Toutefois son corps est un peu plus long que celui du cocker anglais, et a une seule lignée, c'est-à-dire qu'on ne distingue pas les animaux destinés à la chasse d'un côté et ceux destinés aux expositions.
Mâles comme femelles pèsent environ 13 à 18 kg, et mesurent 38 à 43 cm au garrot. Du coup ils sont de taille similaire, voire un peu plus grands, que le cocker anglais qui pèse environ 13 à 14,5 kg pour 39 à 41 cm de haut, les femelles étant même un peu plus petites et ne dépassant pas 38 à 39 cm.
La première fonction de ce chien est la chasse, où il repère l'oiseau, le fait partir et le ramène sur commande du tireur. L'épagneul russe convient parfaitement pour chasser dans les marais, les champs ou les bois, où il repère oiseaux, lapins et autres petits gibiers. C'est également un chien populaire en Russie car sa petite taille ne pose aucun problème pour rester en appartement en ville la semaine et être transporté pour aller à la chasse ensuite.

## Santé

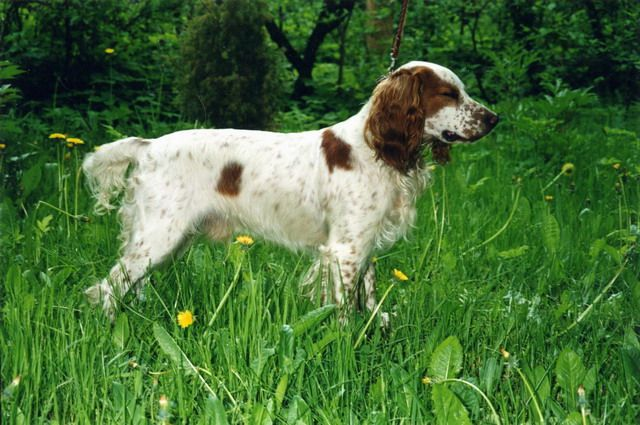
Un épagneul russe brun et blanc.

Comme tous les épagneuls aux longues oreilles, l'épagneul russe comporte des risques importants d'infection aux oreilles et celles-ci doivent être surveiller attentivement. Cette race a tendance à prendre du poids rapidement, ce qui peut être contrôlé en faisant attention à son alimentation. Il est également enclin aux allergies alimentaires, qui se développent généralement entre 1 et 5 mois, et qui concernent le plus fréquemment le poulet et les carottes. Aucune autre maladie spécifique à la race n'est connue.

## Aptitudes
L'épagneul russe est un chien énergique, qui doit beaucoup se dépenser. S'il est avant  tout un chien de chasse, il fait également un très bon chien de compagnie, généralement dévoué à son maître. C'est un chien affectueux, très actif, toujours prêt à jouer et qui répond à toute forme d'attention qu'on lui porte en remuant gaiement la queue. Les épagneuls russes peuvent être facilement dressés, peuvent faire de bons chiens de garde, et sont doux avec les enfants.

## Reconnaissance internationale
Bien qu'il ne soit reconnu par aucun des principaux clubs canins mondiaux, l'épagneul russe a la reconnaissance du Continental Kennel Club, de la Federation of International Canines, du North American Kennel Club et de l'Universal Kennel Club International.